# 大島町
大島町（おおしままち）は、東京都の島嶼部に位置する町。
伊豆諸島の北端にある伊豆大島を区域とし、所属する郡はなく「東京都大島町」が正式な表記である。
三原山、椿、あんこさんで知られる。気候は温暖であり、 年間平均気温は摂氏15.8度。

## 地理
- 東京都心から南に約120km。伊豆諸島最大の島。
- 山：三原山

## 歴史

### 年表
- 1908年（明治41年）4月1日 - 大島島庁の伊豆大島に島嶼町村制施行。岡田村、元村、泉津村、野増村、差木地村、波浮港村が発足[1][2]。
- 1926年（大正15年） - 大島島庁から大島支庁になる。
- 1940年（昭和15年）4月1日 - 島嶼町村制から普通町村制に移行。
- 1955年（昭和30年）4月1日 - 岡田村、元村、泉津村、野増村、差木地村、波浮港村が合併し大島町が発足[3]。
- 1965年（昭和40年）1月11日-1月12日 - 大島大火により、元町の中心部が壊滅。日本の火災史上に残る大火事となり、全国的ニュースになった。しかし、区画整理とともに元町は復興を遂げた。
- 1978年（昭和53年）1月14日 - 伊豆大島近海地震（M7.0）が発生。島内の都道、町道が被害を受け分断されたほか、水道の脱塩装置が故障するなどして数日間不通[4]。
- 1979年（昭和54年）7月5日 - 町立診療所で勤務していた自称医師が医師法違反で逮捕される。前年に無免許で町民に対し診察、投薬などを行っていた[5]。
- 1986年（昭和61年）11月21日 - 三原山が大噴火。全島民一斉避難[6]。
- 2013年（平成25年）10月16日 - 台風26号の大雨による土砂崩れにより、元町地区を中心に甚大な被害を受ける[7]。

### 行政区域変遷
- 変遷の年表

| 大島町町域の変遷（年表） | 大島町町域の変遷（年表） | 大島町町域の変遷（年表） |
| 年                       | 月日                     | 現大島町町域に関連する行政区域変遷 |
| ------------------------ | ------------------------ | --- |
| 1908年（明治41年）       | 4月1日                   | 島嶼町村制施行。以下の村がそれぞれ発足。 - 岡田村 ← 岡田村単独で村制施行 - 元村 ← 元村単独で村制施行 - 泉津村 ← 泉津村単独で村制施行 - 野増村 ← 野増村単独で村制施行 - 差木地村 ← 差木地村単独で村制施行 - 波浮港村 ← 波浮港村単独で村制施行 |
| 1926年（大正15年）       |                          | 大島島庁から大島支庁になる。 |
| 1940年（昭和15年）       | 4月1日                   | 伊豆諸島の島嶼町村制が普通町村制に移行。 |
| 1955年（昭和30年）       | 4月1日                   | 岡田村・元村・泉津村・野増村・差木地村・波浮港村が合併し大島町が発足。 |

- 変遷表

| 大島町町域の変遷表 | 大島町町域の変遷表 | 大島町町域の変遷表 | 大島町町域の変遷表  | 大島町町域の変遷表    | 大島町町域の変遷表 | 大島町町域の変遷表 | 大島町町域の変遷表 |
| 1908年 以前        | 1908年 以前        | 明治41年 4月1日    | 明治41年 - 昭和19年 | 昭和20年 - 昭和64年   | 平成元年 - 現在    | 現在               |                    |
| ------------------ | ------------------ | ------------------ | ------------------- | --------------------- | ------------------ | ------------------ | ------------------ |
|                    | 岡田村             | 岡田村             | 岡田村              | 昭和30年4月1日 大島町 | 大島町             | 大島町             |                    |
|                    | 元村               | 元村               | 元村                | 昭和30年4月1日 大島町 | 大島町             | 大島町             |                    |
|                    | 泉津村             | 泉津村             | 泉津村              | 昭和30年4月1日 大島町 | 大島町             | 大島町             |                    |
|                    | 野増村             | 野増村             | 野増村              | 昭和30年4月1日 大島町 | 大島町             | 大島町             |                    |
|                    | 差木地村           | 差木地村           | 差木地村            | 昭和30年4月1日 大島町 | 大島町             | 大島町             |                    |
|                    | 波浮港村           | 波浮港村           | 波浮港村            | 昭和30年4月1日 大島町 | 大島町             | 大島町             |                    |

## 人口
| |                                        |  |
| 大島町と全国の年齢別人口分布（2005年） | 大島町の年齢・男女別人口分布（2005年） |  |
| ■紫色 ― 大島町 ■緑色 ― 日本全国 | ■青色 ― 男性 ■赤色 ― 女性              |  |
| 大島町（に相当する地域）の人口の推移 \| 1970年（昭和45年） \| 10,889人 \| \| \| 1975年（昭和50年） \| 11,097人 \| \| \| 1980年（昭和55年） \| 10,734人 \| \| \| 1985年（昭和60年） \| 10,377人 \| \| \| 1990年（平成2年） \| 10,014人 \| \| \| 1995年（平成7年） \| 9,693人 \| \| \| 2000年（平成12年） \| 9,224人 \| \| \| 2005年（平成17年） \| 8,702人 \| \| \| 2010年（平成22年） \| 8,461人 \| \| \| 2015年（平成27年） \| 7,884人 \| \| \| 2020年（令和2年） \| 7,102人 \| \| |                                        |  |
| 総務省統計局 国勢調査より |                                        |  |
| 1970年（昭和45年） | 10,889人                               |  |
| 1975年（昭和50年） | 11,097人                               |  |
| 1980年（昭和55年） | 10,734人                               |  |
| 1985年（昭和60年） | 10,377人                               |  |
| 1990年（平成2年） | 10,014人                               |  |
| 1995年（平成7年） | 9,693人                                |  |
| 2000年（平成12年） | 9,224人                                |  |
| 2005年（平成17年） | 8,702人                                |  |
| 2010年（平成22年） | 8,461人                                |  |
| 2015年（平成27年） | 7,884人                                |  |
| 2020年（令和2年） | 7,102人                                |  |

- 大島町役場と元町港がある元町が1番人口が多く、2番目が差木地である。

## 行政
- 町長：坂上長一（2023年4月30日就任、1期目）
  - 大島町消防本部

### 歴代町長
特記なき場合「大島小史」などによる。
| 代 | 氏名       | 就任          | 退任          | 備考 |
| -- | ---------- | ------------- | ------------- | ---- |
| 1  | 藤井豊乃輔 | 1955年4月     |               |      |
| 2  | 石井松利   | 1967年4月     |               |      |
| 3  | 鈴木三郎   | 1975年4月     |               |      |
| 4  | 植村秀正   | 1983年4月     |               |      |
| 5  | 清水長治   | 1991年4月     |               |      |
| 6  | 藤井静男   | 1999年4月     |               |      |
| 7  | 川島理史   | 2011年4月30日 | 2015年4月30日 |      |
| 8  | 三辻利弘   | 2015年4月30日 | 2023年4月30日 |      |

### 都の行政機関
- 東京都大島支庁（利島村・新島村・神津島村も管轄する）
- 東京都島しょ保健所大島出張所
- 東京都教育庁大島出張所
- 警視庁大島警察署

### 国の行政機関
- 伊豆大島区検察庁
- 気象庁東京管区気象台東京航空地方気象台大島空港分室

## 議会

### 都議会
2025年東京都議会議員選挙
- 選挙区：島部選挙区
- 定数：1人
- 任期：2025年7月23日 - 2029年7月22日
- 投票日：2025年6月22日
- 当日有権者数：18,912人
- 投票率：58.17％

| 候補者名 | 当落 | 年齢 | 所属党派   | 新旧別 | 得票数  | 備考                                |
| -------- | ---- | ---- | ---------- | ------ | ------- | ----------------------------------- |
| 三宅正彦 | 当   | 53   | 無所属     | 現     | 6,148票 | 2025年6月23日に自民党は追加公認した |
| 伊藤奨   | 落   | 34   | 国民民主党 | 新     | 3,050票 |                                     |
| 奥村光貴 | 落   | 25   | 再生の道   | 新     | 1,449票 |                                     |

### 衆議院
- 選挙区：東京3区（品川区、島嶼部）
- 投票日：2024年10月27日
- 当日有権者数：362,508人
- 投票率：56.83％

| 当落 | 候補者名   | 年齢 | 所属党派     | 新旧別 | 得票数   | 重複 |
| ---- | ---------- | ---- | ------------ | ------ | -------- | ---- |
| 当   | 石原宏高   | 60   | 自由民主党   | 前     | 61,660票 | ○    |
| 比当 | 阿部祐美子 | 60   | 立憲民主党   | 新     | 54,178票 | ○    |
|      | 奥本有里   | 47   | 国民民主党   | 新     | 30,351票 | ○    |
|      | 吉平敏考   | 43   | 日本維新の会 | 新     | 25,745票 | ○    |
|      | 香西克介   | 48   | 日本共産党   | 新     | 12,056票 |      |
|      | 川口めぐみ | 51   | 無所属       | 新     | 8,822票  |      |
|      | 植木洋貴   | 42   | 参政党       | 新     | 8,731票  |      |

## 司法
- 東京家庭裁判所伊豆大島出張所
- 伊豆大島簡易裁判所

## 地域
大島町は北から泉津、岡田、元町、野増、差木地、波浮港、の六集落からなるが、北の山（元町字北の山を中心とした一帯、岡田と元町の中間）、間伏（野増字間伏とその周辺、野増と差木地の中間）、クダッチ（差木地字クダッチ、差木地と波浮港の中間）を一つの地域と見なすこともある。また、島内を南部と北部に二分する表現が用いられることもある。その場合、差木地より南が南部に入ることは間違いないが、間伏地区がどちらに入るかは明確ではない。
カルデラ式火山である三原山の外輪山から内側がどの集落に属するのかは明確にされていない。外輪山にある大島温泉ホテルは泉津字木積場、バス停終点付近にある歌乃茶屋付近は正式には元町字二阡坪山だが、俗称元町字鏡端（「かがみばた」とも読む）が使われることもある。しかし、その付近の一部区域は野増に属するところもある。

### 教育
小学校
- 大島町立さくら小学校
- 大島町立つばき小学校
- 大島町立つつじ小学校

中学校
- 大島町立第一中学校
- 大島町立第二中学校
- 大島町立第三中学校

高等学校
- 東京都立大島高等学校
- 東京都立大島海洋国際高等学校

### 医療
- 大島医療センター（医療法人社団 藤清会）
  - 大島医療センター 南部診療所

## 交通

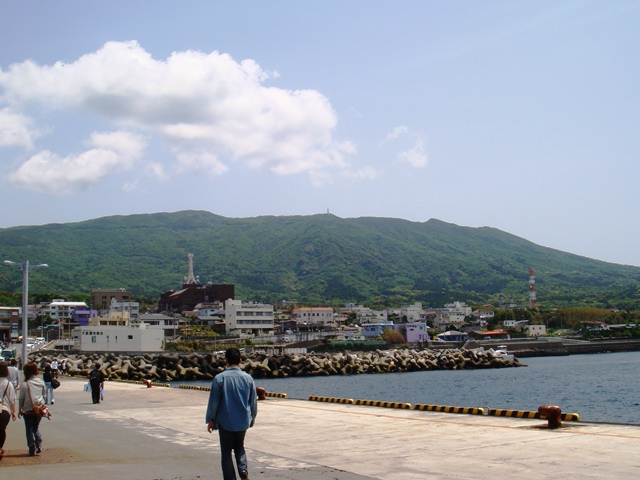
元町港

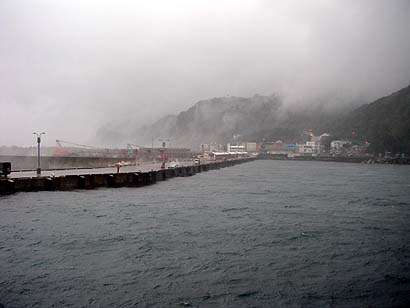
岡田港

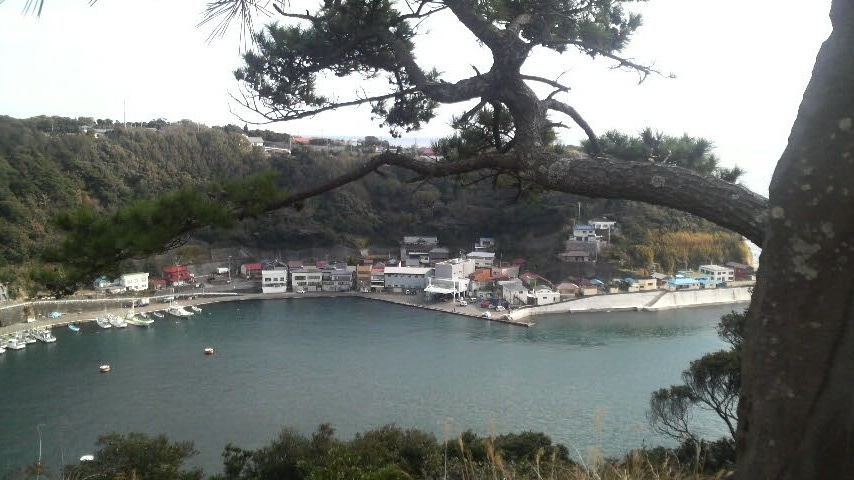
波浮港

### 航空
- 空港 - 大島空港
- 定期便 - 新中央航空の調布飛行場との航空路の他、東邦航空（東京愛らんどシャトル）による伊豆諸島間のヘリコミューター（ヘリコプターによるコミューター航空路線）も乗入れている。

かつては全日本空輸が東京国際空港（羽田空港）とを結ぶ便を運航していた。YS-11の退役による小型ジェット機への機材転換が必要となり、2002年に小型ジェット機が離着陸可能な滑走路長1,800メートルに延長された（当初の計画としてB737-500が1日3往復。大島空港拡張事業環境影響評価書より）。しかし、観光客の減少、高速船の運航等により乗客数を確保できなくなり、2009年10月からは、ボンバルディアDash 8 Q300型機での1日1便運航となった。その後同機材の退役により、2014年3月30日から再度、ボーイング737-700によるジェット化がなされたが、2015年10月24日をもって廃止された。

### バス
- 町内の路線バス、貸切バスは大島旅客自動車が運行している。

### タクシー
- あいタクシー
- 大島交通
- 長岡交通
- 花交通タクシー
- 三原観光自動車

### レンタカー
- 日産レンタカー
- トヨタレンタカー
- 海洋レンタカー
- 伊豆大島レンタカー
- モービルレンタカー

### 海上航路
- 現在は東海汽船が独占しており、貨客船（さるびあ丸・「橘丸」）および高速ジェット船を運航。東京港（竹芝桟橋）、横浜港（大さん橋）、熱海港、利島、新島、式根島、神津島との間に定期航路を開設している。季節によっては久里浜港や館山港にも寄港する便が設けられる。大島の発着港は東京発の夜行貨客船のみ原則岡田港と固定されているが、その他は風向きや海況によって岡田港、元町港の何れかとなる。午前と午後で発着港が異なることもある。
- 2002年 - 2003年には東京客船が久里浜港 - 岡田港間で高速船を運航していたが、揺れに弱く欠航率が高かったことから乗客が伸び悩みわずか2年で撤退している。
- 伊豆七島海運（東海汽船の子会社）が貨物船を定期運航している。また、新島物産の貨物船も寄港する。静岡県の下田や伊東などからも不定期に運航されている。

### 道路
※町内に国道はない。
都道
- 東京都道207号大島公園線
- 東京都道208号大島循環線
- 東京都道209号川の道岡田港線
- 東京都道210号下地波浮港線

### 港湾
- 元町港（地方港湾）
- 岡田港（地方港湾）
- 波浮港（地方港湾）
- 泉津（せんづ）漁港
- 差木地（さしきじ）漁港
- 野増（のまし）漁港

## 経済

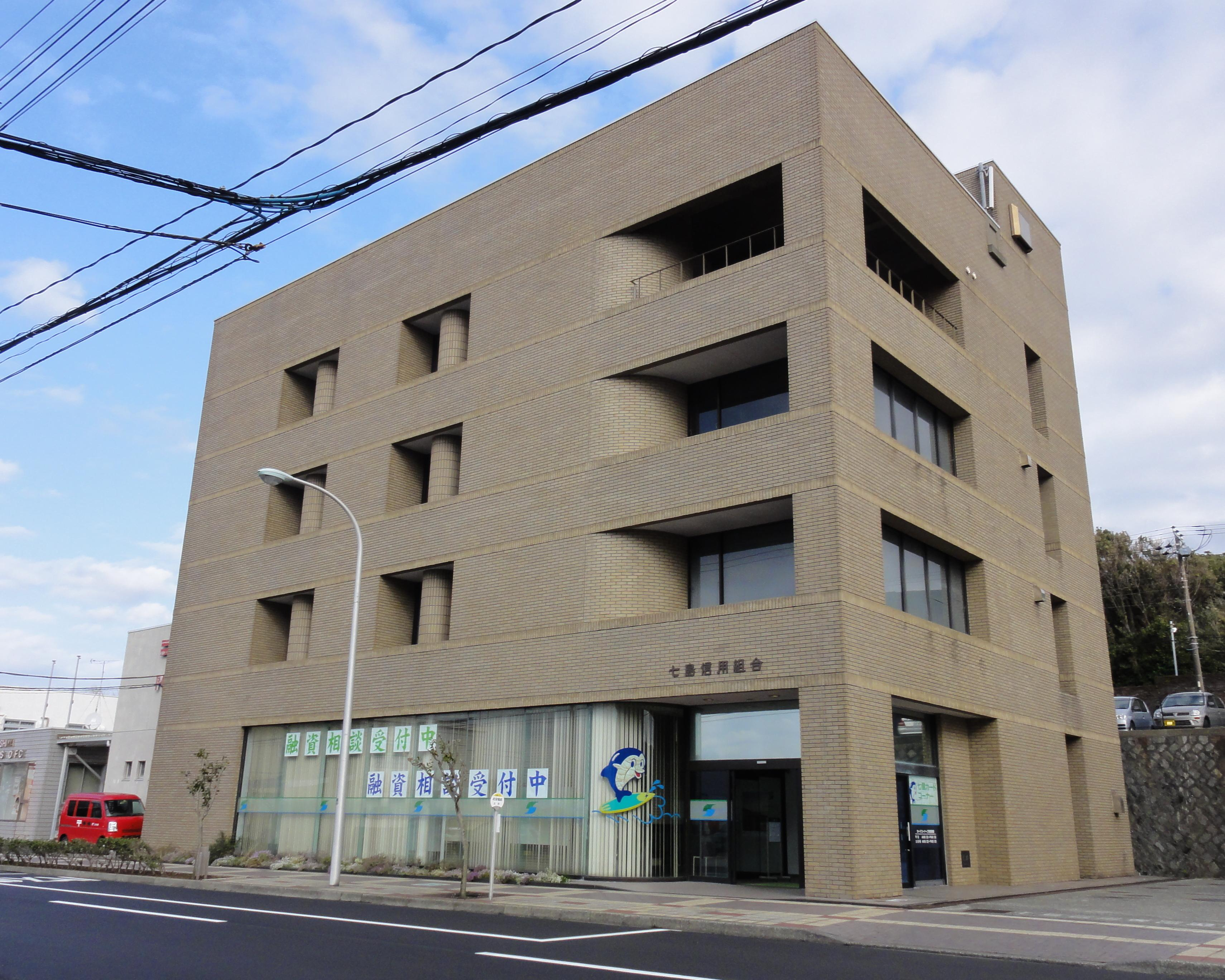
七島信用組合本店

### 産業
観光業と農業・漁業・畜産が柱であるが、高齢化や人口減少のため何れも衰退傾向にある。
- 観光業は古くからの主産業である。ジェット船の投入などアクセス改善が図られたものの観光整備の遅れから観光客は減り続けており、2005年の観光客数は1973年の3割弱にまで落ち込んでいる（大島町の資料より）。伝統的に釣り客が多く、多様化した観光客に対応し切れていないことも減少の理由とされる。
- 農業は気候を活かした花き類とサヤエンドウが中心である。こちらも離島ゆえの物流コストの高さや輸送時間の問題から生産量の減少に歯止めがかかっていない。
- 畜産は搾乳が中心で、かつては高品質の「大島バター」で知られ、戦前は北海道産バターを大島バターの箱に詰め替えた偽物まで出るほどであった。戦後は輸入品に押され、牛乳消費の低迷もあって運営会社が経営難に陥り2007年2月にバター生産を断念した。元従業員らがブランド復活を目指している。

### 郵便局・金融機関
特記の無い店舗は、店舗名と同名の住所（大字）に所在。
郵便局（日本郵便）
（※2013年10月現在）
- 大島郵便局 - 元町に所在。
- 岡田（おかた）郵便局
- 泉津（せんづ）郵便局
- 波浮港（はぶみなと）郵便局
- 差木地（さしきぢ）郵便局
- 野増（のまし）郵便局
- 大島北の山簡易郵便局 - 元町に所在。

その他の金融機関
- みずほ銀行 - 当町の指定金融機関となっている。
  - 大島特別出張所 - 元町に所在。築地支店を母店とする出張所。
- 七島信用組合
  - 本部・本店 - 元町に所在。
  - 波浮港（はぶみなと）出張所 - 差木地に所在。2019年7月に廃止された。

## 姉妹都市・友好都市
- 加茂市（新潟県）
- 山形市（山形県）
- あきる野市（東京都）
- ヒロ（ハワイ州・アメリカ）

## 名所・旧跡・観光スポット・祭事・催事

### 自然

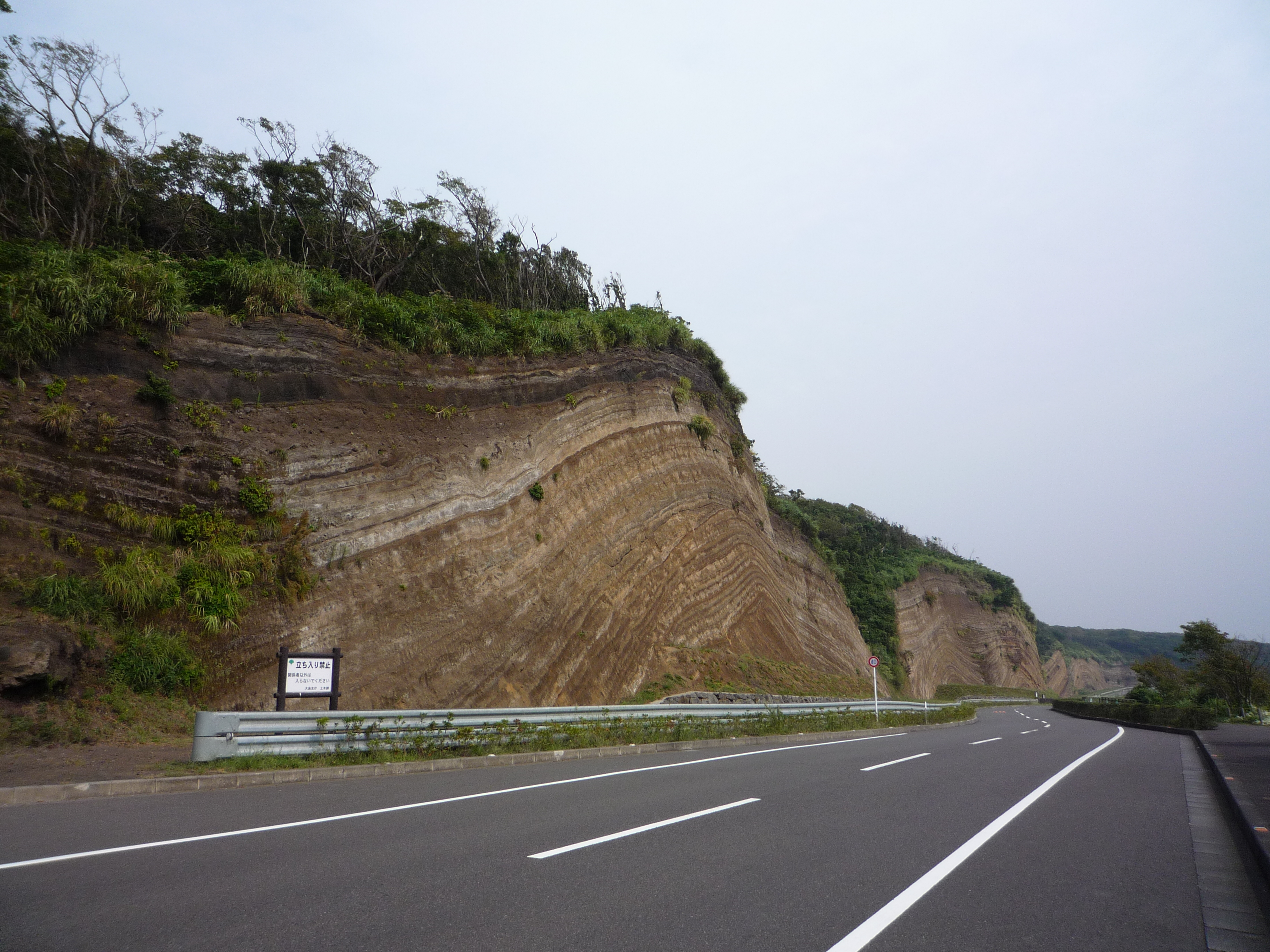
地層切断面

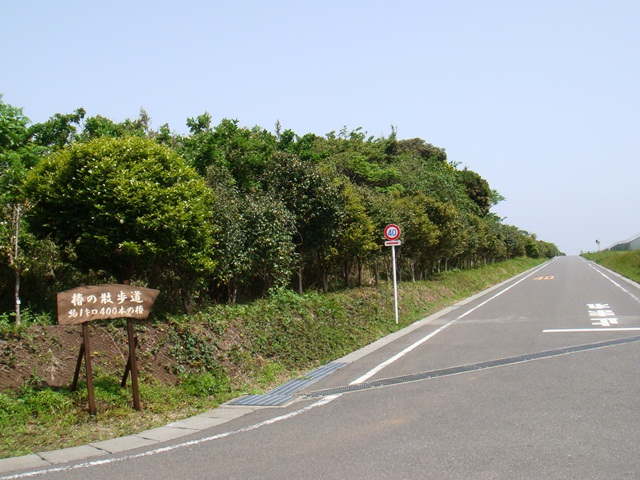
椿の散歩道

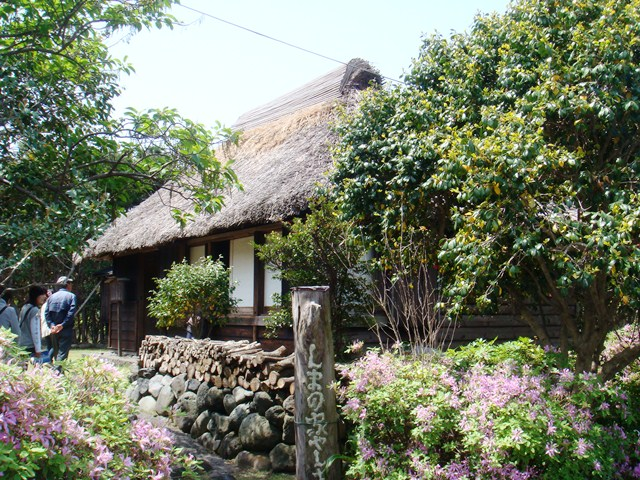
郷土資料館の敷地にある伝統的な民家

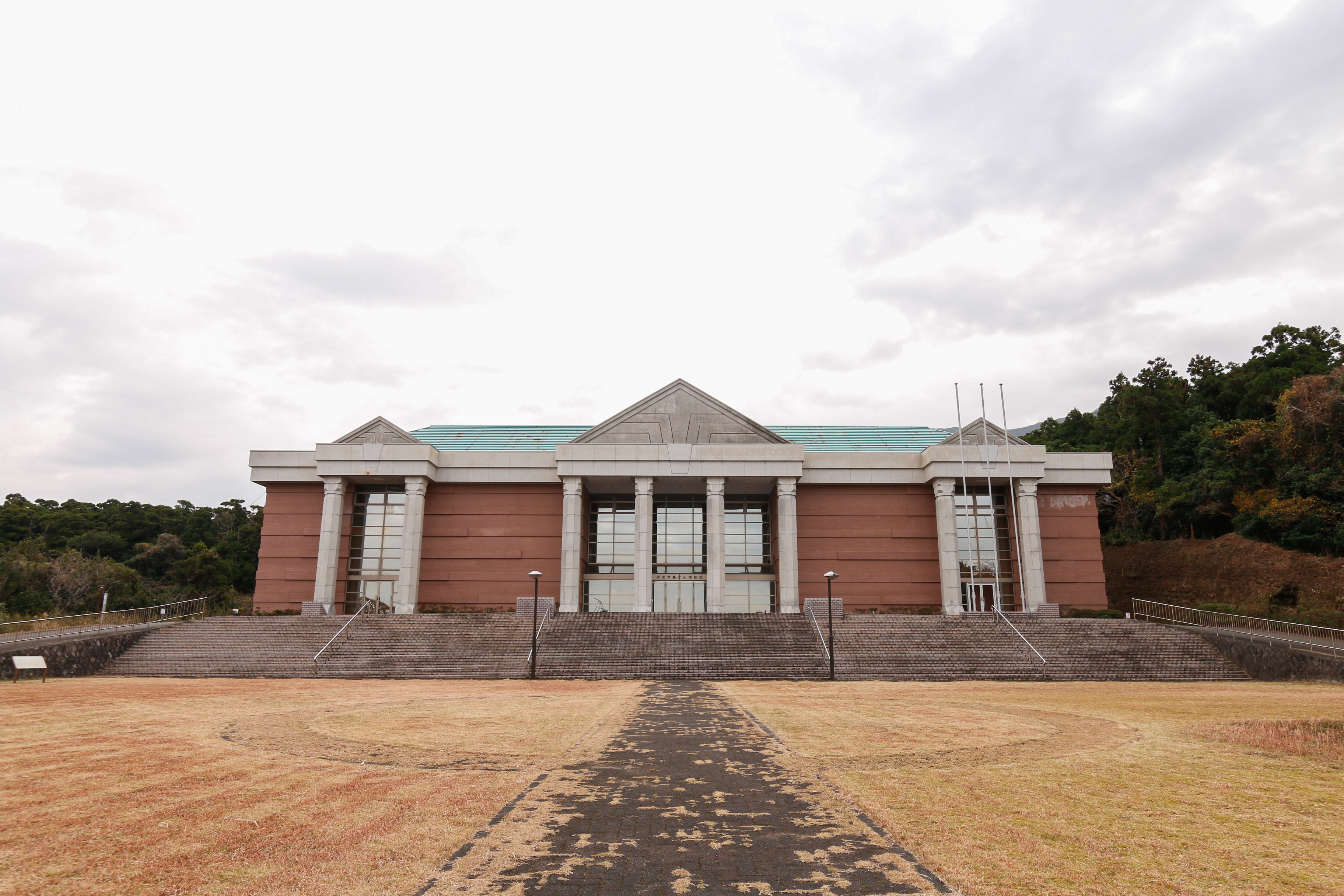
伊豆大島火山博物館

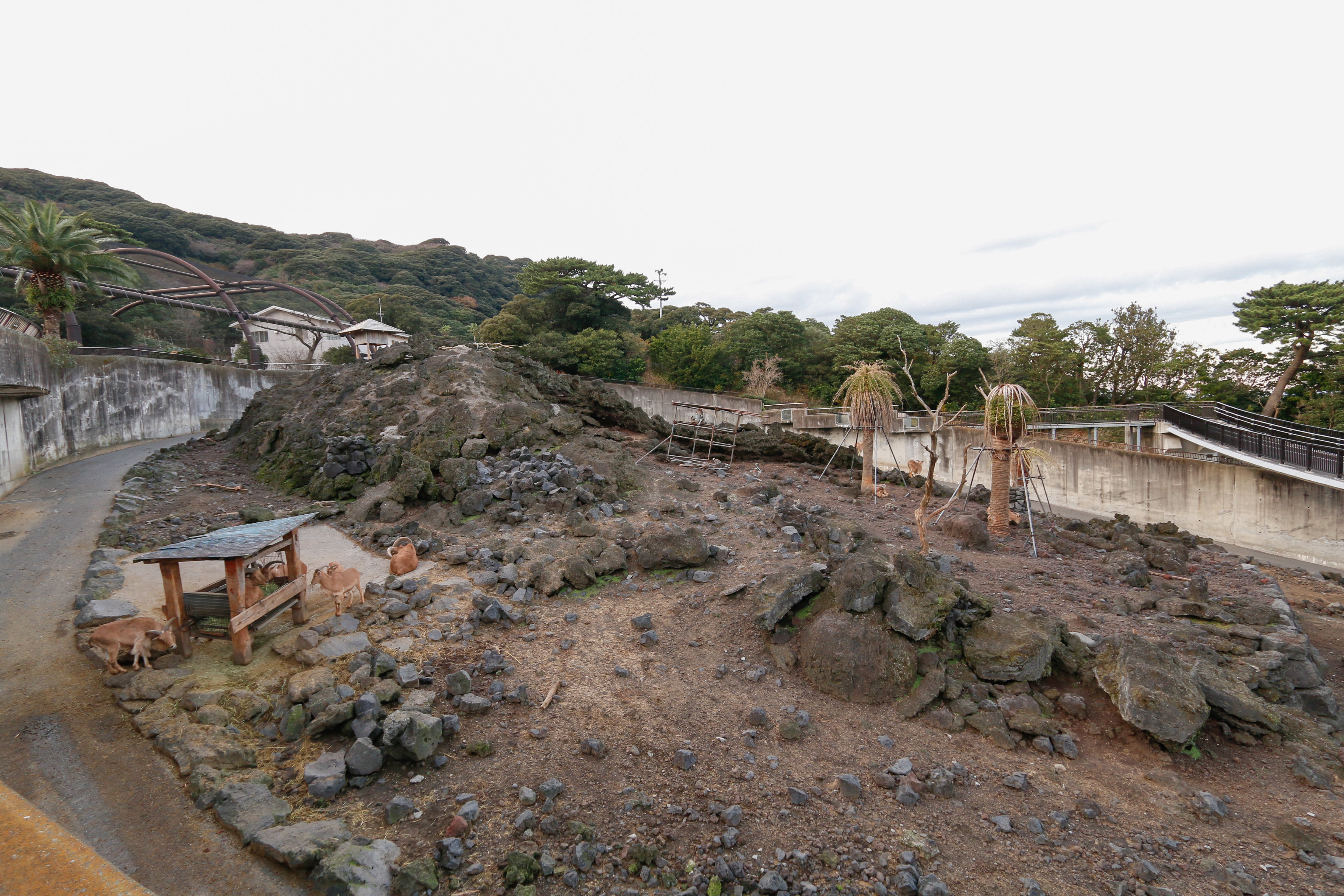
大島公園動物園

- 三原山

普段から火口から湯気の立つのが見られる。外輪山には三原山温泉がある。
- 地層大切断面（通称：バウムクーヘン）

野増地区の都道208号(大島一周道路)沿いの崖面に長い距離にわたり地層が露出している。
- 都立大島公園

泉津地区にある都立公園で、広大な敷地の中に動物園、世界最大級の椿園、椿資料館などがある。椿まつりの会場でもある。
- 椿花ガーデン・リス村

放し飼いにされたリスにエサを与える事ができる。
- 椿トンネル

泉津、差木地など島内数ヶ所にある。ヤブツバキの大木が道沿いに連なり、トンネルを形作っている。ヤブツバキなので花は小さいが、多数の花を見上げながら通り抜けられる。
- 波浮港

9世紀の火口跡で江戸時代末期に秋廣平六により整備された港。かつては利島行の連絡船が出ていたが、現在は漁港。円形を描く入江が美しい。また、港の集落には大正時代に立てられた木造三階建の建造物が残っている。新民謡「波浮の港」で有名。
- 椿まつり

毎年1月末から3月末まで都立大島公園などで開催される催事。様々な種類の椿が一斉に咲くさまは圧巻である。全島で様々なイベントも開催される。
- 大島桜

山桜の一種である大島桜は、3月に島内で一斉に白い花を咲かせる。集落を外れた都道沿いや山の中腹などに、遠目にもそれと分かるような大木がある。

### 神社
- 八幡神社 - 源為朝関連。
- 吉谷神社 - 伝統的な三原大明神（三原山神格）遥拝神社。
- 三原神社 - 三原山（内輪山）山頂。
- 大宮神社 - 式内社、旧郷社。
- 波治加麻神社 - 式内社、旧郷社。
- 波布比咩命神社 - 式内社、旧郷社。
- 春日神社

## ゆかりの作品

### ご当地ソング
- 波浮の港（作詞：野口雨情、作曲：中山晋平）

1928年（昭和3年）に発表された新民謡の曲。大島町では午後5時になると、この曲が流れる。波浮港には記念碑がある。ただし、野口雨情は大島に来島することなく作詞したという。
- アンコ椿は恋の花（作詞：星野哲郎、作曲：市川昭介、歌：都はるみ）

波浮港を見下ろす高台に歌詞碑がある。
- 大島節
- あんこ節
- 大島ブギー（作詩・藤浦洸、作曲・服部良一、歌：笠置シヅ子）

1950年（昭和25年）にSP盤で発売、長い間忘れられていたが2023年(令和5年)に配信にて復刻された。

### ロケ地となった作品
- 二百三高地 - ロケ地として使用された。「協力」として、大島温泉ホテル、大島町役場、大島支庁 (東京都)などがクレジットされている。
- 東京放置食堂 - テレビ東京のドラマ、2021年9月15日放送開始。主演：片桐はいり

## 著名な出身者
- 大島里喜 - 大島民謡の歌手で第一人者。「大島節」「あんこ節」他レコード多数。大島流御神火太鼓の創始者。元町。(1909～1986)
- 宮川哲夫 - 作詞家（街のサンドイッチマン、美しい十代、レコード大賞受賞「霧氷」他）。波浮。(1922～1974)。
- 石川好 - ノンフィクション作家、評論家。波浮。
- つげ義春 - 漫画家 出生地は葛飾区であるが出生届が大島町。
- とよ田みのる - 漫画家
- 中出那智子 - 画家（油絵・洋画家）。波浮。(1931～2017)
- 三上たつ次 - NHKアナウンサー
- 寒川直喜 - キックボクサー
- 伊東一刀斎 - 剣客 (生没年不明)
- 宇山基道 - シンガーソングライター
- 蛯原天 - マルチタレント
- 川島理史 - 政治家。岡田。